# Zeta abdominale
Zeta abdominale är en stekelart som först beskrevs av Dru Drury 1770.  Zeta abdominale ingår i släktet Zeta och familjen Eumenidae.

## Underarter
Arten delas in i följande underarter:
- Z. a. ornatum
- Z. a. hispaniolae